# 1950年のスポーツ

## できごと
- 2月27日 - 日本相撲協会、横綱審議委員会設置を決定
- 3月2日 - 女子のプロ野球団体「日本女子野球連盟」発足
- 3月11日 - 日本体育学会発足
- 5月13日 - イギリスのシルバーストンで初のF1が開催
- 5月27日 - 小型自動車競走法公布
- 6月28日 - 藤本英雄、日本プロ野球初の完全試合達成
- 8月29日 - IOC実行委員会、日本のオリンピック参加を条件付で許可
- 10月13日 - 学校柔道の復活が許可される
- 10月29日 - 日本初の投票券発売オートレース、船橋で開催
- 11月19日 - 日本初の公式女子ボクシング挙行
- 11月22日 - プロ野球初の日本選手権試合開催

## 総合競技大会
- 第4回大英帝国競技大会（ニュージーランド、オークランド - 2月4日～11日）
- 第5回愛知国体（冬季スケート - 北海道・1月29日～31日、冬季スキー - 山形県・3月1日～5日、夏季 - 愛知県・9月21日～24日、秋季 - 愛知県、三重県・10月28日～11月1日）
天皇杯順位：優勝 東京都、第2位 愛知県、第3位 大阪府
皇后杯順位：優勝 東京都、第2位 愛知県、第3位 北海道

## アイスホッケー
- スタンレーカップ決勝（1949-1950シーズン）
デトロイト・レッドウィングス （4勝3敗） ニューヨーク・レンジャース

## アメリカンフットボール
- NFLチャンピオンシップゲーム
クリーブランド・ブラウンズ（アメリカン） 30-28 ロサンゼルス・ラムズ（ナショナル）

## 大相撲
- 春場所（蔵前（仮設）国技館・1月14日～28日）
幕内最高優勝 : 千代ノ山雅信（12勝3敗,2回目）
十両優勝 : 増巳山豪（13勝2敗）
- 夏場所（蔵前（仮設）国技館・5月14日～28日）
幕内最高優勝 : 東富士謹一（14勝1敗,3回目）
十両優勝 : 甲斐ノ山福人（13勝2敗）
- 秋場所（大阪阿倍野橋仮設国技館・9月17日～10月1日）
幕内最高優勝 : 照國万蔵(13勝2敗,初）
十両優勝 : 米川文敏 （14勝1敗）

## ゴルフ

### 世界4大大会（男子）
- マスターズ優勝者：ジミー・デマレー（アメリカ）
- 全米オープン優勝者：ベン・ホーガン（アメリカ）
- 全英オープン優勝者：ボビー・ロック（南アフリカ）
- 全米プロゴルフ優勝者：チャンドラー・ハーパー（アメリカ）

## サッカー
- 第4回FIFAワールドカップ（ブラジル・6月24日-7月16日）
優勝：ウルグアイ

## 自転車競技

### ロードレース
- 第33回ジロ・デ・イタリア
総合優勝：ユーゴ・コプレ（スイス）
- 第37回ツール・ド・フランス
総合優勝：フェルディ・クブラー（スイス）
- 世界自転車選手権プロ個人ロードレース
優勝：ブリック・ショット（ベルギー）

## 競輪
- 第1回高松宮同妃賜杯競輪（大津びわこ競輪場） 
男子優勝：山本清治（大阪）
女子優勝：渋谷小夜子（神奈川）
- 第3回全国争覇競輪（名古屋競輪場） 
男子競走車部門優勝：宮本義春（熊本）
男子実用車部門優勝：河内正一（兵庫）
女子競走車部門優勝：高木ミナエ（岐阜）

## テニス

### グランドスラム
- 全豪選手権　男子単優勝：フランク・セッジマン（オーストラリア）、女子単優勝：ルイーズ・ブラフ（アメリカ）
- 全仏選手権　男子単優勝：バッジ・パティー（アメリカ）、女子単優勝：ドリス・ハート（アメリカ）
- ウィンブルドン　男子単優勝：バッジ・パティー（アメリカ）、女子単優勝：ルイーズ・ブラフ（アメリカ）
- 全米選手権　男子単優勝：アーサー・ラーセン（アメリカ）、女子単優勝：マーガレット・オズボーン・デュポン（アメリカ）

## バスケットボール
- NBAファイナル（1949-1950シーズン）
ミネアポリス・レイカーズ （4勝2敗） シラキューズ・ナショナルズ

## 誕生
- 1月18日 - ジル・ヴィルヌーヴ（カナダ、レーシングドライバー、+1982年）
- 1月29日 - ジョディー・シェクター（南アフリカ、レーシングドライバー）
- 2月2日 - 天龍源一郎（福井県、プロレス）
- 2月2日 - 木戸修（神奈川県、プロレス）
- 2月9日 - 山田昇（群馬県、登山家、+1989年）
- 2月10日 - マーク・スピッツ（アメリカ、水泳）
- 2月19日 - 貴ノ花利彰（青森県、相撲、+2005年）
- 2月22日 - ジュリアス・アービング（アメリカ、バスケットボール）
- 3月7日 - フランコ・ハリス（アメリカ、アメリカンフットボール）
- 3月9日 - ダグ・オルト（アメリカ、野球、+2004年）
- 3月19日 - 大受久晃（北海道、相撲）
- 4月8日 - グジェゴシ・ラトー（ポーランド、サッカー）
- 4月10日 - ケン・グリフィー・シニア（アメリカ、野球）
- 4月13日 - 川口孝夫（広島県、柔道）
- 4月14日 - 古前田充（岩手県、サッカー）
- 5月10日 - アンジェイ・シャルマッフ（ポーランド、サッカー）
- 5月11日 - 藤猪省太（香川県、柔道）
- 5月13日 - 長崎慶一（大阪府、野球）
- 5月13日 - ボビー・バレンタイン（アメリカ、野球）
- 5月15日 - 山口高志（兵庫県、野球）
- 5月18日 - 東尾修（和歌山県、野球）
- 6月2日 - 島野修（神奈川県、野球）
- 6月24日 - 米田一典（広島県、バレーボール）
- 6月28日 - 田嶋伸博（石川県、ラリードライバー）
- 7月9日 - アドリアーノ・パナッタ（イタリア、テニス）
- 7月22日 - ネルシーニョ（ブラジル、サッカー）
- 8月3日 - ワルデマール・チェルピンスキー（ドイツ、マラソン）
- 8月4日 - イストヴァン・ヨニエル（ハンガリー、卓球）
- 8月5日 - 高橋勝成（北海道、ゴルフ）
- 8月16日 - 井村雅代（大阪府、シンクロナイズド・スイミング）
- 9月1日 - 宿澤広朗（埼玉県、ラグビー、+2006年）
- 9月4日 - ラドミロ・イバンチェビッチ（ユーゴスラビア、サッカー）
- 9月11日 - 清雲栄純（山梨県、サッカー）
- 9月11日 - バリー・シーン（イギリス、オートバイレーサー、+2003年）
- 9月18日 - ダリル・シトラー（カナダ、アイスホッケー）
- 9月29日 - ケン・モッカ（アメリカ、野球）
- 10月3日 - 遠藤純男（福島県、柔道）
- 10月16日 - 大島康徳（大分県、野球、+2021年）
- 11月2日 - 星野好男（栃木県、アイスホッケー）
- 11月27日 - グラン浜田（群馬県、プロレス）
- 11月28日 - 与那城ジョージ（ブラジル→日本、サッカー）
- 12月3日 - アルベルト・ファントレナ（キューバ、陸上競技）
- 12月16日 - 西本哲雄（広島県、バレーボール）
- 12月23日 - ビセンテ・デル・ボスケ（スペイン、サッカー）
- 12月24日 - 沢田菊司（愛知県、競艇、+1999年）
- 12月27日 - 福士敬章（鳥取県、野球、+2005年）
- 12月27日 - ロベルト・ベッテガ（イタリア、サッカー）

## 死去
- 5月25日 - 田畑昇太郎（大阪府、柔道、*1884年）
- 10月24日 - ピストン堀口（栃木県、ボクシング、*1914年）
- 11月4日 - グローバー・アレキサンダー（アメリカ、野球、*1887年）